# Börge Hovedskou
Börge Fredrik Emanuel Hovedskou, född 15 januari 1910 i Köpenhamn, död 16 maj 1966 i Göteborg, var en dansk-svensk målare, tecknare, grafiker, skulptör, keramiker, konstpedagog och grundare av Hovedskous målarskola i Göteborg.
Hovedskou studerade vid Kunstakademiet i Köpenhamn för Sigurd Wandel och Kræsten Iversen 1930–1935. Han ställde ut första gången 1932. Eftersom han var dansk motståndsman under andra världskriget blev han tvungen att fly till Sverige 1943. År 1945 grundade han Hovedskous målarskola i Haga i Göteborg. Börge Hovedskou är begravd på Kvibergs kyrkogård i Göteborg.